# Gymnoscopelus hintonoides
Gymnoscopelus hintonoides és una espècie de peix de la família dels mictòfids i de l'ordre dels mictofiformes.

## Morfologia
- Els mascles poden assolir 14 cm de longitud total.[3][4]

## Depredadors
A Xile és depredat per Thalassarche chrysostoma.

## Hàbitat
És un peix marí i d'aigües profundes que viu entre 2.200-2.350 m de fondària.

## Distribució geogràfica
Es troba a tots els oceans.